# Walter Cyliax

Fotoplakat von Walter Cyliax (1929)

Walter Cyliax (* 25. Oktober 1899 in Leipzig; † 1945 in Wien) war ein in der Schweiz tätiger Gebrauchsgrafiker.

## Leben
Nach einer Ausbildung zum Schriftsetzer und Studium an der Staatlichen Akademie für Graphische Künste und Buchgewerbe in Leipzig war Walter Cyliax ab 1924 in der Druckerei Gebrüder Fretz in Zürich tätig, ab 1930 als künstlerischer Leiter und Prokurist. In dieser Zeit gestaltete er auch Einbände von Büchern u. a. für den Rotapfel-Verlag (Zürich und Leipzig) Ausgabe Romain Rolland: Theater des Volkes (1926).
Beeinflusst von der im Frühling 1929 im Kunstgewerbemuseum Zürich gezeigten, Russischen Ausstellung, für das El Lissitzky ein wegweisendes Plakat gestaltet hatte, gehörte Cyliax zu den ersten Gestaltern, die die Fotografie im Plakat einsetzten. Auch gilt sein Plakat für die Ausstellung Abstrakte und surrealistische Malerei und Plastik von Hans Arp als das erste mit nichtfigürlicher Komposition in der Schweiz.
Kontakte bestanden zum von Kurt Schwitters Ende 1927 gegründeten «ring neue werbegestalter», bei dem Cyliax’ vormaliger Lehrer Jan Tschichold eine führende Rolle spielte. So wurde Cyliax 1930 im Buch Gefesselter Blick vorgestellt, einer der wichtigsten Publikationen zur Position der Gebrauchsgrafik Ende der 1920er-Jahre und ein Who’s Who der Neuen Typografie. 1933 wurde Walter Cyliax Chefredakteur der neugegründeten Typografischen Monatsblätter. Diese Stellung hatte er bis 1937 inne.
Anschliessend übersiedelte Cyliax nach Wien, wo er im Sommer 1938 im Zuge der einsetzenden Arisierung jüdischer Unternehmen die traditionsreiche Wiener Druckerei Brüder Rosenbaum übernahm. Dank guter Beziehungen zu den Parteidienststellen der NSDAP gelang es dem reichsdeutschen Ariseur gute Aufträge zu erhalten. In der Folge wandte sich Cyliax von der Fotografie und der Neuen Typografie ab und der traditionellen Buchdruckerkunst zu.
Walter Cyliax kam 1945 bei einem Luftangriff ums Leben.